# Surf Channel
 (mars 2022).
Surf Channel est une chaîne de télévision créée en 1998 sur la côte Ouest des États-Unis, diffusée ses programmes sur les réseaux câblés californiens (« public access ») comme Adelphia,  
Time Warner Cable,  Falcon Cable et Charter Communications.

## Histoire
La chaîne Surf Channel est lancée à Malibu en 1998 par le producteur français Cyril Viguier. Dès son lancement, la chaîne est parrainée par Leonardo DiCaprio et Brad Pitt. Elle reste cependant peu diffusée en France pour des raisons politiques.
En août 2012, Steve Bellamy, le créateur des chaînes de télévision Ski Channel et Tennis Channel, annonce son intention de relancer Surf Channel,.

## Programmes
Les programmes de Surf Channel étaient composés de reportages sur l'écologie, la musique et les sports de glisse. Surf Channel qui a produit jusqu'à 4h de programmes originaux diffusés en boucle, diffusait ses 
programmes par tranches horaires journalières. À la fin des années 1990, l'actrice française Estelle Lefébure présente l'émission One-to-One with Estelle sur la Surf Channel.
La chaîne a bénéficié  du parrainage des  plus grandes stars de la jeune  génération comme Carmen Electra, Kelly Slater, Tony Hawk, Jerry O'Connell ou encore des réalisateurs James Cameron et George Lucas.
En juillet 2011, la chaîne retransmet en direct les enchères de surf vintage des îles hawaïennes (Hawaiian Islands Vintage Surf Auction).

## Diffusion
Ses programmes sont repris sur le réseau International Channel (11 millions de foyer aux États-Unis, côte Est et côte Ouest), et sur les réseaux câblés  MC Sat, Asiat Sat et MCM International Europe.
Surf Channel est diffusée dans 65 pays à raison de cinquante heures de programmes par semaine.